# Товстенська сільська рада
То́встенська сільська́ ра́да — адміністративно-територіальна одиниця та орган місцевого самоврядування в Гусятинському районі Тернопільської області. Адміністративний центр — село Товсте.

## Загальні відомості
- Територія ради: 25,129 км²
- Населення ради: 793 особи (станом на 2001 рік)
- Територією ради протікає річка Гнилка

## Населені пункти
Сільській раді підпорядковані населені пункти:
- с. Товсте
- с. Кут

## Склад ради
Рада складається з 16 депутатів та голови.
- Голова ради: Білянський Василь Тадейович
- Секретар ради: Шерстюк Ольга Василівна

### Керівний склад попередніх скликань
| Прізвище, ім'я, по батькові | Основні відомості                                                 | Дата обрання | Дата звільнення |
| --------------------------- | ----------------------------------------------------------------- | ------------ | --------------- |
| Білянський Василь Тадейович | Сільський голова, 1964 року народження, освіта вища, безпартійний | 26.03.2006   | 31.10.2010      |
| Білянський Василь Тадейович | Сільський голова, 1964 року народження, освіта вища, безпартійний | 31.10.2010   |                 |

Примітка: таблиця складена за даними сайту Верховної Ради України

### Депутати
За результатами місцевих виборів 2010 року депутатами ради стали:

#### За суб'єктами висування
| Суб'єкт висування | Кількість обраних депутатів | %   |
| ----------------- | --------------------------- | --- |
| Самовисування     | 16                          | 100 |

#### За округами
| № округу | Прізвище, ім'я, по батькові     | Дата визнання обраним | Освіта             | Партійна приналежність | Відомості про обраного депутата                             |
| -------- | ------------------------------- | --------------------- | ------------------ | ---------------------- | ----------------------------------------------------------- |
| 1        | Зінько Галина Миколаївна        | 01.11.2010            | середня спеціальна | позапартійна           | тимчасово не працює                                         |
| 2        | Кулинич Ганна Василівна         | 01.11.2010            | середня            | позапартійна           | тимчасово не працює                                         |
| 3        | Сокольський Ігор Іванович       | 01.11.2010            | вища               | позапартійний          | загальноосвітня школа с. Товсте, вчитель                    |
| 4        | Білянський Володимир Васильович | 10.03.2013            | вища               | позапартійний          | Постолівська ЗОШ № 2 I–III ст., вчитель історії             |
| 5        | Шерстюк Ольга Василівна         | 01.11.2010            | середня спеціальна | позапартійна           | Сільська рада, секретар                                     |
| 6        | Білянський Олег Васильович      | 01.11.2010            | вища               | позапартійний          | загальноосвітня школа с. Городниця, вчитель                 |
| 7        | Мартишко Мирослава Степанівна   | 01.11.2010            | середня спеціальна | позапартійна           | ПАП «Мидобори», зоотехнік                                   |
| 8        | Задорожний Богдан Михайлович    | 01.11.2010            | середня            | позапартійний          | студент                                                     |
| 9        | Решетуха Андрій Орестович       | 01.11.2010            | середня            | позапартійний          | тимчасово не працює                                         |
| 10       | Капусняк Надія Ярославівна      | 01.11.2010            | середня            | позапартійна           | тимчасово не працює                                         |
| 11       | Чорний Михайло Петрович         | 01.11.2010            | середня спеціальна | позапартійний          | фермерське господарство «Фельт», голова                     |
| 12       | Тройчак Тарас Степанович        | 10.12.2012            | вища               | позапартійний          | Хоростківська ЗОШ І-ІІІ ст. № 2, вчитель трудового навчання |
| 13       | Мриглод Володимир Мирославович  | 10.12.2012            | вища               | позапартійний          | ПФБ «Аркадія», агроном                                      |
| 14       | Заремський Сергій Васильович    | 01.11.2010            | вища               | позапартійний          | загальноосвітня школа с. Товсте, вчитель                    |
| 15       | Польова Марія Миколаївна        | 01.11.2010            | середня            | позапартійна           | тимчасово не працює                                         |
| 16       | Диняковська Мирослава Йосипівна | 01.11.2010            | середня            | позапартійна           | тимчасово не працює                                         |